# 모모이로 클로버 Z
모모이로 클로버 Z(ももいろクローバーZ 모모이로 쿠로바 젯토[*], Momoiro Clover Z)는 2008년 5월에 결성된 스타더스트 프로모션 예능 3부 주니어 부문(3B junior)으로부터의 선발 멤버에 의한 일본의 여성 4인조 아이돌 그룹이다. 구명은 "모모이로 클로버"이며, 약칭은 모모클로 또는 모모쿠로(ももクロ)이다. 캐치프레이즈는 "주말 히로인"(週末ヒロイン). 다른 자매 그룹과 함께 STAR PLANET(통칭 스타프라)를 구성한다.

## 컨셉
- 「퓨어인 여자 아이가 행복을 옮기고 싶다」라고 하는 의미를 담아 차세대의 신인 프로젝트로서 발족. 유닛명은 모모타 카나코의 발안으로 정해졌다.
- 「지금 만날 수 있는 아이돌」로서 라이브 참가자 하이터치회, 악수회, CD 구입자를 대상으로 한 추첨 촬영회등을 실시하고 있다.
- 일본 옷 유카타라고 한 일본식을 이미지 한 의상이 특징적이고, 악곡도 인트로 등에 일본의 악기를 도입한 것이 있었다. 마에야마다 켄이치이 악곡에 참가한 이후, 곡의 폭이 보다 액티브한 것이 받아들여지고 있다. 2011년에는 홍백 출장을 목표로 하면서도「연예인 같은 아이돌」이 되고 싶다고 하는 목표를 내걸 수 있고 있다.

## 구성원
| 이름          | 소개 |
| ------------- | --- |
| 모모타 카나코 | - 이름 : 百田夏菜子 (Momota Kanako) - 생년월일 : 1994년 7월 12일(31세) - 출생지 : 일본 시즈오카현 - 색상 : 빨강 - 캐치프레이즈 : 차밭의 신데렐라, 리더 - 활동 기간 : 2008년 5월 ~    |
| 타카기 레니   | - 이름 : 高城れに (Takagi Reni) - 생년월일 : 1993년 6월 21일(32세) - 출생지 : 일본 가나가와현 - 색상 : 보라 - 캐치프레이즈 : 감전소녀, 최연장자, 서브리더 - 활동 기간 : 2008년 5월 ~ |
| 타마이 시오리 | - 이름 : 玉井詩織 (Tamai Shiori) - 생년월일 : 1995년 6월 4일(30세) - 출생지 : 일본 가나가와현 - 색상 : 노랑 - 캐치프레이즈 : 모두의 여동생 - 활동 기간 : 2008년 5월 ~                |
| 사사키 아야카 | - 이름 : 佐々木彩夏 (Sasaki Ayaka) - 생년월일 : 1996년 6월 11일(29세) - 출생지 : 일본 가나가와현 - 색상 : 분홍 - 캐치프레이즈 : 모모쿠로의 아이돌 - 활동 기간 : 2008년 11월 ~        |

### 이전 구성원
| 이름            | 소개 |
| --------------- | --- |

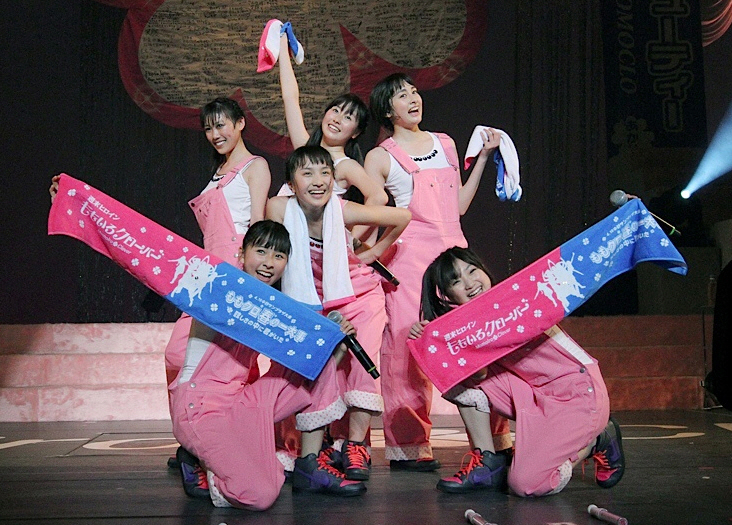
하야미 아카리의 탈퇴 전 당시 모모이로 클로버의 모습

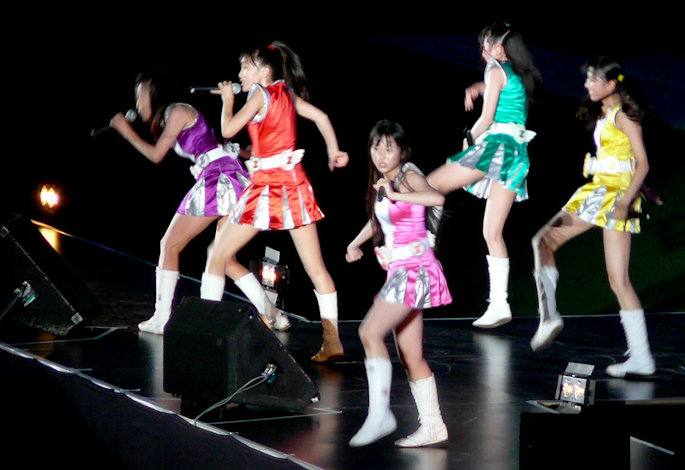
공연 중인 모모이로 클로버 Z (2011년)

| 하야미 아카리   | - 이름 : 早見あかり (Hayami Akari) - 생년월일 : 1995년 3월 17일(30세) - 출생지 : 일본 도쿄도 - 색상 : 파랑 - 캐치프레이즈 : 쿨 뷰티, 前 서브리더 - 활동 기간 : 2008년 11월 ~ 2011년 4월 |
| 아리야스 모모카 | - 이름 : 有安杏果 (Ariyasu Momoka) - 생년월일 : 1995년 3월 15일(30세) - 출생지 : 일본 사이타마현 - 색상 : 녹색 - 캐치프레이즈 : 작은 거인 - 활동 기간 : 2009년 7월 ~ 2018년 1월         |

그 외
- 와카와 미유우 (和川未優, 1993년 12월 19일 - )
- 이쿠라 아이미 (伊倉愛美, 1994년 2월 4일 - )
- 유미카와 루나 (弓川留奈, 1994년 2월 4일 - )
- 후지시로 스미레 (藤白すみれ, 1994년 5월 8일 - )
- 카시와 유키나 (柏幸奈, 1994년 8월 12일 - ) - 전 노기자카46 멤버
- 타카이 츠키나 (高井つき奈, 1995년 7월 6일 - ) - 전 SKE48 멤버

### 구성원 변천
| 일자             | 내용                                                                                            | 구성원 |
| ---------------- | ----------------------------------------------------------------------------------------------- | --- |
| 2008년 봄        | 사진 촬영을 1회만 실시해, 웹에서 고지(0기 멤버).                                                | 타카기 레니, 와카와 미유우, 이쿠라 아이미, 타카이 츠키나, 유미카와 루나                                                               |
| 2008년 5월 17일  | 오른쪽의 6명이 되고,「모모이로 클로버」로서 결성.                                               | 타카기 레니, 와카와 미유우, 이쿠라 아이미, 모모타 카나코, 타마이 시오리, 타카이 츠키나                                                |
| 2008년 8월 9일   | 타카이 츠키나가 SKE48에 이적에 수반해 그룹을 탈퇴. 교체에 동년 8월 9일, 후지시로 스미레가 가입. | 타카기 레니, 와카와 미유우, 이쿠라 아이미, 모모타 카나코, 타마이 시오리, 후지시로 스미레                                              |
| 2008년 11월 23일 | 「램라라이브」에서 카시와 유키나, 하야미 아카리, 사사키 아야카의 3명이 가입해 9명이 된다.       | 타카기 레니, 와카와 미유우, 이쿠라 아이미, 모모타 카나코, 타마이 시오리, 후지시로 스미레, 카시와 유키나, 하야미 아카리, 사사키 아야카 |
| 2008년 12월 29일 | 「3-B Jr. LIVE」에서 와카와 미유우, 이쿠라 아이미, 후지시로 스미레의 3명이 졸업해 6명이 된다.   | 타카기 레니, 모모타 카나코, 타마이 시오리, 카시와 유키나, 하야미 아카리, 사사키 아야카                                                |
| 2009년 3월 9일   | 카시와 유키나가 탈퇴해 5명이 된다.                                                              | 타카기 레니, 모모타 카나코, 타마이 시오리, 하야미 아카리, 사사키 아야카                                                               |
| 2009년 7월 26일  | 「스타페스 6」에서 아리야스 모모카의 가입이 발표되어 6명이 된다.                                | 타카기 레니, 모모타 카나코, 타마이 시오리, 하야미 아카리, 사사키 아야카, 아리야스 모모카                                              |
| 2011년 4월 10일  | 「나카노 선플라자 대회」에서 하야미 아카리가 탈퇴. 그룹명도「모모이로 클로버 Z」로 변경.        | 타카기 레니, 모모타 카나코, 타마이 시오리, 사사키 아야카, 아리야스 모모카                                                             |
| 2018년 1월 21일  | 아리야스 모모카가 탈퇴해 4명이 된다.                                                            | 타카기 레니, 모모타 카나코, 타마이 시오리, 사사키 아야카                                                                              |

## 음악

### 싱글
인디즈
| 순서 | 타이틀                            | 의미          | 발매일           | 최고순위 |
| ---- | --------------------------------- | ------------- | ---------------- | -------- |
| 1    | ももいろパンチ                    | 모모이로 펀치 | 2009년 8월 5일   | 23       |
| 2    | 未来へススメ! 미라이에 스스메![*] | 미래로 향해!  | 2009년 11월 11일 | 11       |

메이저
1번째 싱글은 유니버설 J에서 발매하였고, 2번째 싱글부터는 킹레코드(스타 차일드 → 에빌라인 레코드)에서 발매.
| 순서 | 타이틀                                   | 의미                                     | 발매일           | 최고순위 | 비고                              |
| ---- | ---------------------------------------- | ---------------------------------------- | ---------------- | -------- | --------------------------------- |
| 1    | 行くぜっ!怪盗少女 이쿠제! 카이토 쇼조[*] | 간다! 괴도 소녀                          | 2010년 5월 5일   | 3        | -                                 |
| 2    | ピンキージョーンズ                       | 핑키 존스                                | 2010년 11월 10일 | 8        | -                                 |
| 3    | ミライボウル                             | 미래볼                                   | 2011년 3월 9일   | 3        | -                                 |
| 4    | Z伝説 ～終わりなき革命～                 | Z전설 ~끝없는 혁명~                      | 2011년 7월 6일   | 5        | -                                 |
| 5    | D'の純情                                 | D'의 순정                                | 2011년 7월 6일   | 6        | -                                 |
| 6    | 労働讃歌 로도 산카[*]                    | 노동 찬가                                | 2011년 11월 23일 | 7        | -                                 |
| 7    | 猛烈宇宙交響曲・第七楽章「無限の愛」     | 맹렬 우주 교향곡 제7악장 「무한의 사랑」 | 2012년 3월 7일   | 5        | -                                 |
| 8    | Z女戦争 오토메 센소[*]                   | 소녀 전쟁                                | 2012년 6월 27일  | 3        | -                                 |
| 9    | サラバ、愛しき悲しみたちよ               | 안녕, 사랑스런 슬픔들이여                | 2012년 11월 21일 | 2        | -                                 |
| 10   | GOUNN                                    | 고운                                     | 2013년 11월 6일  | 2        | -                                 |
| 11   | 泣いてもいいんだよ                       | 울어도 괜찮아                            | 2014년 5월 7일   | 1        | -                                 |
| 12   | MOON PRIDE                               | 문 프라이드                              | 2014년 7월 30일  | 3        | -                                 |
| 13   | 夢の浮世に咲いてみな                     | 꿈의 부세에 피어봐                       | 2015년 1월 28일  | 2        | 하드 록 밴드 키스와의 콜라보 작품 |
| 14   | 青春賦                                   | 청춘부                                   | 2015년 3월 11일  | 4        | -                                 |
| 15   | 『Z』の誓い                              | 「Z」의 맹세                             | 2015년 4월 29일  | 4        | -                                 |
| 16   | ザ・ゴールデン・ヒストリー               | 더 골든 히스토리                         | 2016년 9월 7일   | 2        | -                                 |
| 17   | BLAST!                                   | 블래스트!                                | 2017년 8월 2일   | 3        | -                                 |
| 18   | 笑一笑 ～シャオイーシャオ!～             | 웃어봐 ~샤오이샤오!~                     | 2018년 4월 11일  | 4        | -                                 |
| 19   | おどるポンポコリン                       | 춤춰요 폼포코링                          | 2019년 8월 28일  | 22       | -                                 |
| 20   | stay gold                                | 스테이 골드                              | 2019년 11월 27일 | 4        | -                                 |
| 21   | 月色Chainon                              | 달빛 Chainon                             | 2021년 1월 13일  | 6        | -                                 |
| 22   | レナセールセレナーデ                     | 레나 세르 세레나데                       | 2024년 8월 28일  | 9        | -                                 |
| 23   | Event Horizon                            | 이벤트 호라이즌                          | 2025년 7월 23일  | -        | -                                 |

### 정규 앨범
| 순서 | 타이틀                 | 의미              | 발매일                                     | 최고순위 |
| ---- | ---------------------- | ----------------- | ------------------------------------------ | -------- |
| 1    | バトル アンド ロマンス | 배틀 앤드 로맨스  | 2011년 7월 27일 2011년 12월 25일 LP반 발매 | 2        |
| 2    | 5TH DIMENSION          | 5TH 디멘션        | 2013년 4월 10일                            | 1        |
| 3    | AMARANTHUS             | 아마란서스        | 2016년 2월 17일 2016년 8월 13일 LP반 발매  | 2        |
| 4    | 白金の夜明け           | 하얀 금의 새벽    | 2016년 2월 17일 2016년 8월 13일 LP반 발매  | 1        |
| 5    | MOMOIRO CLOVER Z       | 모모이로 클로버 Z | 2019년 5월 17일 2019년 12월 25일 LP반 발매 | 1        |
| 6    | 祝典                   | 축전              | 2022년 5월 17일                            | 2        |
| 7    | イドラ                 | 이토라            | 2024년 5월 8일                             | 5        |

### 컴필레이션 앨범
| 순서 | 타이틀                     | 의미              | 발매일           | 최고순위 |
| ---- | -------------------------- | ----------------- | ---------------- | -------- |
| 1    | 入口のない出口             | 입구가 없는 출구  | 2013년 6월 5일   | 2        |
| 2    | MCZ WINTER SONG COLLECTION | MCZ 윈더송 컬렉션 | 2016년 12월 23일 | 5        |
| 3    | 田中将大                   | 다나카 마사히로   | 2021년 2월 24일  | 7        |

### 베스트 앨범
| 순서 | 타이틀                                            | 의미                                                    | 발매일          | 최고순위 |
| ---- | ------------------------------------------------- | ------------------------------------------------------- | --------------- | -------- |
| 1    | MOMOIRO CLOVER Z BEST ALBUM「桃も十、番茶も出花」 | 모모이로 클로버 Z 베스트 앨범 「모모모십, 반차도 출화」 | 2018년 5월 23일 | 1        |

### 뮤직 비디오

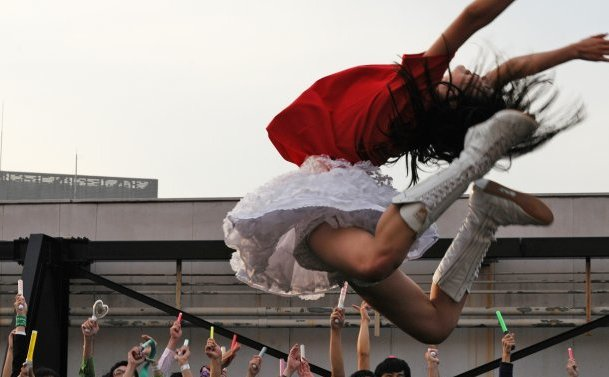
行くぜっ!怪盗少女

| 싱글   | 뮤직 비디오                              | 공식 유튜브 링크      |
| 인디즈 | 인디즈                                   | 인디즈                |
| ------ | ---------------------------------------- | --------------------- |
| 1      | ももいろパンチ                           | 보기                  |
| 2      | 未来へススメ!                            | 보기                  |
| 메이저 |                                          |                       |
| 1      | 行くぜっ!怪盗少女 이쿠제! 카이토 쇼조[*] | 보기                  |
| 2      | ピンキージョーンズ                       | 보기                  |
| 2      | ココ☆ナツ (라이브 영상)                  | 보기                  |
| 2      | キミとセカイ                             |                       |
| 3      | ミライボウル                             | 보기                  |
| 3      | Chai Maxx                                | 보기                  |
| 4      | Z伝説 ～終わりなき革命～                 | 보기                  |
| 5      | D'の純情                                 | 보기                  |
| 6      | 労働讃歌 노동 찬카[*]                    | 보기                  |
| 6      | サンタさん 산타산[*]                     | 보기                  |
| 7      | 猛烈宇宙交響曲・第七楽章「無限の愛」     | 보기                  |
| 8      | Z女戦争 오토메 센소[*]                   | 보기                  |
| 8      | PUSH                                     | 보기                  |
| 8      | みてみて☆こっちっち (안무동영상)         | 보기                  |
| 9      | サラバ、愛しき悲しみたちよ               | 보기                  |
| 9      | Wee-Tee-Wee-Tee                          | 보기                  |
| -      | Neo STARGATE                             | 보기                  |
| -      | BIRTH Ø BIRTH                            | 보기                  |
| 10     | GOUNN                                    | 보기                  |
| 11     | 泣いてもいいんだよ                       | 보기 라이브 영상 보기 |
| 12     | MOON PRIDE                               | 보기                  |
| 13     | 夢の浮世に咲いてみな                     | 보기                  |
| 14     | 青春賦                                   | 보기                  |
| 14     | 走れ! -Z ver.-                           | 보기 (유스트림)       |
| 15     | 『Z』の誓い                              | 보기                  |
| -      | 白金の夜明け                             | 보기                  |
| -      | WE ARE BORN                              | 보기                  |
| -      | マホロバケーション                       | 보기                  |
| 16     | ザ・ゴールデン・ヒストリー               | 보기                  |
| 16     | DECORATION                               | 보기                  |
| 17     | BLAST!                                   | 보기                  |
| 17     | 境界のペンデュラム                       | 보기                  |
| 18     | 笑一笑 ～シャオイーシャオ!～             | 보기                  |
| -      | クローバーとダイヤモンド                 | 보기                  |
| -      | Re:Story                                 | 보기                  |
| -      | あんた飛ばしすぎ!!                       | 보기                  |
| -      | 天国のでたらめ                           | 보기                  |
| -      | GODSPEED                                 | 보기                  |
| -      | Sweet Wanderer                           | 보기                  |
| -      | The Diamond Four                         | 보기                  |
| 19     | おどるポンポコリン                       | 보기                  |
| 20     | stay gold                                | 보기                  |
| 21     | 月色Chainon                              | 보기                  |

### 그 외
- 3B-Jr ぷちアルバム (2008년 이벤트 한정 판매, 「あの空へ向かって」,「ラフスタイル」,「MILKY WAY」수록)
- Dream Wave (「ももいろパンチ」발매 연기 사과 CD로서 배포)
- きみゆき (2010년 12월 24일 발매. 콘서트 회장 한정)
- あかりんへ贈る歌 (2011년 6월 11일 발매. 예약 한정)
- 白い風 (2011년 12월 25일 발매. 콘서트 회장 한정)
- ももクロ★オールスターズ2012 (2012년 4월 21일 발매. 콘서트 회장 한정)
- ニッポン笑顔百景 (2012년 9월 5일 발매)
- 僕等のセンチュリー (2012년 12월 24일 발매. 콘서트 회장 한정)
- 泣いちゃいそう冬／鋼の意志 (2013년 12월 23일 발매. 양 A면. 콘서트 회장 한정)
- 忘れられぬミュージック (2014년 7월 15일 착신 한정)
- 一粒の笑顔で…／Chai Maxx ZERO (2014년 12월 24일 발매. 양 A면. 콘서트 회장 한정)
- Pledge of “Z” (2015년 8월 4일 착신 한정)
- 今宵、ライブの下で (2015년 12월 23일 착신 한정)
- HIP HOP SELECTION 7inch VINYL -LIMITED EDITION- (2015년 12월 23일 발매. 콘서트 회장 한정)
- ニュームーンに恋して (2016년 6월 22일 발매)
- トリック・オア・ドリーム (2017년 10월 18일 착신 한정)
- 天国の名前／ヘンな期待しちゃ駄目だよ...？♡ (2017년 12월 13일 발매)
- Re:Story (2018년 8월 5일 착신 한정)
- あんた飛ばしすぎ!! (2018년 9월 14일 착신 한정)
- 天国のでたらめ (2018년 10월 12일 착신 한정)
- GODSPEED (2018년 11월 16일 착신 한정)
- Sweet Wanderer (2018년 12월 21일 착신 한정)
- Nightmare Before Catharsis (2019년 8월 3일 착신 한정)
- ZZ’s (2020년 1월 30일 착신 한정)
- TDF LIVE BEST (2020년 7월 3일 착신 한정)
- PLAY! (2020년 11월 29일 착신 한정)
- ZZ’s II (2021년 5월 17일 착신 한정)
- BUTTOBI! (2021년 12월 24일 착신 한정)
- HAND (2022년 2월 11일 착신 한정)
- 一味同心 (2022년 8월 19일 착신 한정)
- Majoram Therapie (2022년 11월 30일 착신 한정)
- L.O.V.E (2022년 12월 23일 착신 한정)
- ZZ’s III (2023년 4월 7일 착신 한정)
- いちごいちえ (2023년 4월 21일 착신 한정)
- ヒカリミチ (2023년 5월 18일 착신 한정)
- Re:volution (2023년 7월 21일 착신 한정)
- MONONOFU NIPPON feat. 布袋寅泰 (2023년 8월 4일 착신 한정)
- 誓い未来 (2023년 10월 27일 착신 한정)
- マツケンサンバⅡ×行くぜっ！怪盗少女 -TeddyLoid ULTRA MASHUP ver.- (2023년 12월 24일 착신 한정) - 마츠다이라 켄, 모모이로 클로버 Z, TeddyLoid 명의
- Brand New Day (2024년 2월 9일 착신 한정)
- Heroes (2024년 4월 12일 착신 한정)
- Cross Dimension (2024년 4월 26일 착신 한정) - ももいろクローバーZ × Division Leaders from ヒプノシスマイク -Division Rap Battle- 명의
- レナセールセレナーデ (2024년 6월 28일 착신 한정)
- やわく恋して 〜ずっと僕らでいられますように〜 (2024년 10월 4일 착신 한정)
- Acceleration (2025년 4월 30일 착신 한정)
- Cosmic Commotion (2025년 7월 16일 착신 한정) - 모모이로 클로버 Z × PAS TASTA 명의

### DVD/Blu-ray
- 小中高一貫ももえび学園～ももいろクローバーの部 其の壱 (2010년 11월 25일)
- ももいろクリスマス～脱皮:DAPPI～ (2011년 3월 23일)
- 小中高一貫ももえび学園～ももいろクローバーの部 其の弐 (2011년 4월 8일)
- 4.10中野サンプラザ大会 ももクロ春の一大事 ～眩しさの中に君がいた～ (2011년 8월 24일)
- ももいろクローバーZ サマーダイブ2011 ～極楽門からこんにちは～ (2011년 12월 21일)
- ももクロ秋の二大祭り「男祭り2011」(2012년 3월 7일)
- ももクロ秋の二大祭り「女祭り2011」(2012년 3월 7일)
- ももいろクリスマス2011 ～さいたまスーパーアリーナ大会～ (2012년 4월 11일 DVD / Blu-ray)
- ももクロ春の一大事2012 〜横浜アリーナ まさかの2DAYS〜 (2012년 9월 5일 DVD / Blu-ray)
- ももクロ夏のバカ騒ぎ SUMMER DIVE 2012 西武ドーム大会 (2012년 12월 24일 DVD / Blu-ray)
- ももクロの子供祭り2012〜良い子のみんな集まれーっ!〜 (2013년 1월 23일 DVD / Blu-ray)
- ももクロ秋の二大祭り「男祭り2012-Dynamism-」(2013년 2월 27일 DVD / Blu-ray)
- ももクロ秋の二大祭り「女祭り2012-Girl's Imagination-」(2013년 2월 27일 DVD / Blu-ray)
- ももいろクリスマス2012 〜さいたまスーパーアリーナ大会〜 24日公演 (2013년 5월 29일 DVD / Blu-ray)
- ももいろクリスマス2012 〜さいたまスーパーアリーナ大会〜 25日公演 (2013년 5월 29일 DVD / Blu-ray)
- ももいろクローバーZ JAPAN TOUR 2013「5TH DIMENSION」(2013년 7월 24일 DVD / Blu-ray)
- ももいろクローバーZ 春の一大事 2013 西武ドーム大会 〜星を継ぐもも vol.1 Peach for the Stars〜 (2013년 9월 25일 DVD / Blu-ray)
- ももいろクローバーZ 春の一大事 2013 西武ドーム大会 〜星を継ぐもも vol.2 Peach for the Stars〜 (2013년 9월 25일 DVD / Blu-ray)
- ももクロの子供祭り2013 〜守れ! みんなの東武動物公園 戦え! ももいろアニマルZ! (2013년 11월 27일 DVD / Blu-ray)
- ももクロ夏のバカ騒ぎ WORLD SUMMER DIVE 2013.8.4 日産スタジアム大会 (2014년 1월 29일 DVD / Blu-ray)
- ももいろクローバーZ JAPAN TOUR 2013「GOUNN」(2014년 3월 26일 DVD / Blu-ray)
- White Hot Blizzard MOMOIRO CHRISTMAS 2013～美しき極寒の世界～ (2014년 6월 25일 DVD / Blu-ray)
- ももクロ春の一大事2014 国立競技場大会〜NEVER ENDING ADVENTURE 夢の向こうへ〜 Day1 (2014년 10월 8일 DVD / Blu-ray)
- ももクロ春の一大事2014 国立競技場大会〜NEVER ENDING ADVENTURE 夢の向こうへ〜 Day2 (2014년 10월 8일 DVD / Blu-ray)
- ももいろ夜ばなし第一夜「白秋」(2014년 11월 26일 DVD / Blu-ray)
- ももいろ夜ばなし第二夜「玄冬」(2014년 11월 26일 DVD / Blu-ray)
- ももクロ夏のバカ騒ぎ2014日産スタジアム大会～桃神祭～ Day1 (2015년 2월 25일 DVD / Blu-ray)
- ももクロ夏のバカ騒ぎ2014日産スタジアム大会～桃神祭～ Day2 (2015년 2월 25일 DVD / Blu-ray)
- ももいろクリスマス2014 さいたまスーパーアリーナ大会 ～Shining Snow Story～ Day1 (2015년 6월 24일 DVD / Blu-ray)
- ももいろクリスマス2014 さいたまスーパーアリーナ大会 ～Shining Snow Story～ Day2 (2015년 6월 24일 DVD / Blu-ray)
- 女祭り2014 ～Ristorante da MCZ～ (2015년 9월 2일)
- ももいろクローバーZ 桃神祭2015 エコパスタジアム大会 ～御額様ご来臨～ (2015년 11월 25일 DVD / Blu-ray)
- ももいろクローバーZ 桃神祭2015 エコパスタジアム大会 ～遠州大騒儀～ (2015년 11월 25일 DVD / Blu-ray)
- ももクロ男祭り2015 in 太宰府 (2016년 5월 11일 DVD / Blu-ray)
- ももいろクローバーZ MUSIC VIDEO CLIPS (2016년 5월 17일 DVD / Blu-ray)
- 俺の藤井 2016 in さいたまスーパーアリーナ～Tynamite!!～ (2016년 5월 25일 DVD / Blu-ray)
- ももいろクリスマス2015 ～Beautiful Survivors～ (2016년 6월 29일 DVD /Blu-ray)
- はじめてのももクロ -完全版- (2016년 9월 14일)
- ももいろクローバーZ MUSIC VIDEO CLIPS (2016년 10월 12일)
- MOMOIRO CLOVER Z DOME TREK 2016 DAY1 “AMARANTHUS” (2016년 11월 16일 DVD /Blu-ray)
- MOMOIRO CLOVER Z DOME TREK 2016 DAY2 “白金の夜明け” (2016년 11월 16일 DVD /Blu-ray)
- 桃神祭2016 ～鬼ヶ島～ (2017년 2월 8일 DVD / Blu-ray)
- ももいろクリスマス 2016 ～真冬のサンサンサマータイム～ (2017년 4월 26일 DVD / Blu-ray)
- ももクロ春の一大事2017 in 富士見市 (2017년 10월 25일 DVD / Blu-ray)
- ももクロ夏のバカ騒ぎ2017 -FIVE THE COLOR Road to 2020- 味の素スタジアム大会 (2018년 1월 17일 DVD / Blu-ray)
- ももいろクリスマス 2017 ～完全無欠のElectric Wonderland～ (2018년 8월 1일 DVD / Blu-ray)
- MTV Unplugged：Momoiro Clover Z (2018년 10월 24일 DVD / Blu-ray)
- ももいろクローバーZ 10th Anniversary The Diamond Four -in 桃響導夢- (2018년 12월 19일 DVD / Blu-ray)
- Momoclo Mania 2018 -Road to 2020- (2019년 2월 20일 DVD / Blu-ray)
- ミュージカル「ドゥ・ユ・ワナ・ダンス?」(2019년 3월 27일 DVD / Blu-ray)
- ももいろクリスマス2018 DIAMOND PHILHARMONY -The Real Deal- (2019년 7월 31일 DVD / Blu-ray)
- AYAKA NATION 2019 in Yokohama Arena (2019년 12월 4일 DVD / Blu-ray)
- 「5th ALBUM『MOMOIRO CLOVER Z』SHOW at 東京キネマ倶楽部」LIVE (2019년 12월 25일 DVD / Blu-ray)
- MomocloMania2019 -ROAD TO 2020- 史上最大のプレ開会式 (2020년 2월 26일 DVD / Blu-ray)
- ももいろクリスマス2019 〜冬空のミラーボール〜 (2020년 7월 15일 DVD / Blu-ray)
- ももクロ一座特別公演 (2020년 10월 28일)
- 永野と高城。3 (2020년 11월 25일)
- ももクロ夏のバカ騒ぎ2020 (2020년 12월 23일 DVD / Blu-ray)
- PLAY! (2021년 4월 14일 DVD / Blu-ray)
- AYAKA NATION 2021 in Yokohama Arena (2021년 6월 11일 DVD / Blu-ray)
- 百田夏菜子『Talk With Me ～シンデレラタイム～』LIVE (2021년 6월 11일 DVD / Blu-ray)
- ももいろクリスマス2021 ～さいたまスーパーアリーナ大会～ (2021년 7월 12일 DVD / Blu-ray)
- MOMOIRO CLOVER Z 6th ALBUM TOUR “祝典” (2022년 9월 14일 DVD / Blu-ray)
- ももクロ夏のバカ騒ぎ2022 -MOMOFEST- (2022년 12월 21일 DVD / Blu-ray)
- ももいろクローバーZ MUSIC VIDEO CLIPS II (2023년 5월 23일)
- ももいろクリスマス2022 LOVE (2023년 8월 2일 DVD / Blu-ray)
- 代々木無限大記念日 ももいろクローバーZ 15th Anniversary (2023년 10월 4일 DVD / Blu-ray)
- ももいろクリスマス2023 PLAYERS (2024년 12월 18일 DVD / Blu-ray)

## 출연

### 라이브
- 2008년 5월 17일, 카와사키 아젤리아에서 스타 더스트 예능 3부 오디션에서 첫 이벤트. 「저 하늘을 향해」을 선보이며 이날 첫 라이브를 실시했다.
- 2008년 7월부터 9월까지 시부야 요요기 공원 느티나무 대로로 몇차례 노상 라이브를 실시한다. 그러나 2008년 여름에 이 곳의 규제가 강화, 앰프 사용이 금지되어(어쿠스틱 연주만 허용) 자리를 옮기는되었다.
- 2008년 10월 ~ 1월, 가을부터는 이다바시역의 역건물 RAMLA를 새로운 성지로서 월 1회 정도의 라이브를 실시하게 되었다.
- 2008년 12월 29일, 사무실 주최의 「3-B Jr. LIVE」『연말이다! 전원집합』」에 출연해 자신의 「저 하늘을 향해」등이 수록된 옴니버스 CD 「3-B Jr . 쁘띠 앨범」이 회장 한정으로 판매되었다.
- 2009년 5월부터 8월에 걸쳐, 전국의 야마다 전기 점포에서「야마다 전기 Presents ~모모이로 클로버-JAPAN 투어 2009 모모이로 Typhooooon!~」전국 투어를 개시. 39개소에서 무료 라이브를 실시했다. 여름 휴가(방학) 기간은 매일 같이 행해지는 기간도 있었다.
- 2nd 싱글「미래에 스스메!(未来へススメ!)」(2009년 11월 11일 발매)의 전국 투어「초가을 자이언트 투어」의 스타트로서 9월의 시르바위크에, 아키하바라 UDX 씨어터에서 5일간 연속 하루 3회 유료 라이브의「AKIBA5DAYS」를 실시했다(그 밖에 무료 이벤트를 3회). 최후는 11월 15일에 벨 살 아키하바라를 하루 전세낸 흥행을 실시했다. 「AKIBA5DAYS」에서는 6명의 색이 각각 다른「미라이에 스스메!(未来へススメ!)」용의 신의상이 발표되었다.
- 2010년도 정력적으로 라이브를 실시해「세컨드 데뷔 투어 가을의 진 ~천하를 잡아 에 가군!~」에서는 9월 19일의 라라 포토 카시와노하로부터 11월 23일의 요요기 공원까지 전 47회 실시해 마지막 날의 요요기 공원에서는 3000명 팬이 몰려들었다.
- 2010년 12월 11일에는 K-1 WORLD GP 파이널의 하프 타임 쇼로「간다! 괴도 소녀(行くぜっ!怪盗少女)」를 피로했다.
- 2010년 12월 12일에는 타치카와 시 후롬중무옥상에서「금년의 라스트는 전원 집합! ~DD대환영 나온 3 오이타 몸의 방법의 권~」로서 미니치어☆베어즈, 시리츠에비스추가쿠과 보조자에 하루 3회 공연을 실시해 당일 조조 7시의 티켓 판매에는 개시 2시간 전부터 행렬이 발생했다.
- 2010년 12월 24일에는 2010년 마지막 라이브로서 일본 청년관에서「모모이로 크리스마스 in 일본 청년관 ~탈피：DAPPI~」를 했다. 이 라이브 티켓은 판매 개시부터 불과 30분에 완매했던 것이 화제가 되어 각종 미디어에서도 다루어졌다. 당일은 회장 한정 CD라고 하는 것으로 신곡의 너유키(きみゆき)가 수록된「모모크리(ももクリ)」라고 하는 4곡들이 CD가 판매되었다.
- 라이브에서는 연결로서 타아티스트의 곡을 커버해 노래하는 일이 있다. 잘 사용되는 곡으로서 최강 파레파레이드(最強パレパレード), 변명 Maybe(言い訳Maybe), 큰 소리 다이아몬드(大声ダイヤモンド), 기분은 super girl(気分はsuper girl), 트요크트요크(ツヨクツヨク), words of the mind ~brandnew journey~, Hello...goodbye, 너무 좋아(だいすき), dream wave, 냉동 미캉(冷凍みかん), Jasper(기무라 가에라), Sweet Dream(시바사키 코우), Believe(타마오키 나루미)등이 있다.
- 2011년 4월 10일에는 나카노 선플라자에서「4.10 나카노 선플라자 대회 모모클로 봄의 중사 ~눈부심의 안에 네가 있었다~」를 했다. 2부 구성이며, 제1부는「모모클로☆올스타즈 2011」, 제2부는「하야미 아카리 FINAL 그리고…」로서 행해졌다. 티켓은 발매 후 몇 분에 완매.
- 2011년 5월 20일부터 7월 3일까지는 개명 후의 첫 투어가 되는「모모클로 판타스틱 투어 2011 Z로 간다고 결정했다 Z!!」를 개최. 나고야, 삿포로, 오사카, 후쿠오카, 도쿄의 Zepp에서 라이브를 실시했다. 파이널인 Zepp Tokyo에 대해서는 2시간 라이브 3회 공연, 합계 64곡이라고 하는, 모모클로에 있어서 첫 도전이 이루어졌다.
- 2011년 8월 20일에는 요미우리 랜드에서 야외 라이브「서머 다이브 2011 극락문으로부터 안녕하세요」를 했다. 잔디석을 포함해 약 6000명 팬이 집결했다.
- 2011년 9월 9일에는 독일에서 행해진「문화청 미디어 예술제 도르트문트전 2011」에 참가해 첫 해외 진출을 완수했다.
- 2011년 10월 30일에는 Shibuya O-EAST에서「모모클로 가을의 2대 축제 나도 크로녀 축제 2011」를 했다. 첫 여성 한정 라이브는 800명의 회장에 4000명 가까이가 응모했다.
- 2011년 12월 25일에는 사이타마 슈퍼 아레나에서「모모이로 크리스마스 2011 사이타마 슈퍼 아레나 대회」를 했다. 당일은 회장 한정 CD라고 하는 것으로 신곡과 CD 타이틀 이름이 수록된「흰 바람(白い風)」이라고 하는 4곡들이 CD가 판매되었다.
- 2012년 1월 30일 ~ 2월 5일, 「모모크로 Chan Presents『모모크로 시련의 7번 승부 episode.2』」를 개최.
- 2012년 2월 11일, 후쿠시마 스파 리조트 하와이안즈에서 무료라이브 「모모이로 클로버 Z 인연 라이브 2012 ~힘내세요 이와키~」를 개최.
- 2012년 2월 25일~3월 11일, 「맹렬☆대항해 투어 2012」를 개최. STUDIO COAST · 나고야 다이아몬드 홀 · 코치 BAY5 SQUARE · 아카사카 BLITZ · 요코하마 BLITZ에서 라이브를 실시했다. 동일본 대지진으로부터 딱 1년이 된 파이널 요코하마 BLITZ는 1분간의 묵념으로 시작했다.
- 2012년 2월 27일, CD 숍 점원이 선택하는 「제4회 CD 숍 대상」(전일본 CD 숍 점원 조합 주최) 대상에 1st 앨범 「배틀 앤 로맨스」가 수상.
- 2012년 4월 21일부터 22일까지는 요코하마 아레나에서「모모클로 봄의 중사 ~요코하마 아레나 만약의 2DAYS~」를 개최. 첫날에는 「모모쿠로★올스타즈 2012」공연에서 솔로곡, 다수의 스페셜 게스트와의 합작 등을 선보였고, 이틀날의 「바라 보면 파노라마 지옥」공연은 경기장 중앙의 원형 스테이지에서 360° 모든 방향으로 퍼포먼스를 선보였다. 회장 및 통신 판매 한정 앨범 「모모쿠로★올스타즈 2012」가 발매되었다.
- 2012년 5월 5일 어린이날, 「토다시문화회관에서 「모모크로의 아이축제다! 전원 집합」을 개최. 한 명 이상의 어린이 (초등학생 이하)에 대해 성인 한 명이 동반 입장하는 어린이들을 위한 이벤트. 공연 이름과 같이 「8시다! 전원집합」을 모모크로가 어레인지한 내용으로, 본가 더 드리프터즈의 카토 차도 깜짝 게스트로 출연했다.
- 2012년 5월 26일, 말레이시아· 푸트라자야에서 말레이시아 정부·스포츠 청년성이 주최하는 이벤트 「HARI BELIA NEGARA 2012」에 출연.
- 2012년 6월 17일, 6월 17일에는 도쿄도 NHK 홀, 23일에는 미야기현 Zepp Sendai, 24일에는 아오모리현 링크 스테이션 홀 아오모리, 29일에는 히로시마현 히로시마 ALSOK 홀, 30일에는 돗토리현 요나코 컨벤션 센터, 7월 14일에는 효고현 교토 월드 기념 홀, 16일에는 아이치현 나고야 국제회의장 센츄리 홀, 20일에는 후쿠오카현 후쿠오카 선플라자, 22일에는 시즈오카현 아쿠토시티 하마마츠 다이홀에서「모모크로 여름 바보 소란 Summer Dive 2012 Tour」를 했다.
- 2012년 7월 5일~8일, 프랑스 파리에서 개최된 「Japan Expo 2012」에 출연.
- 2012년 8월 5일에는 사이타마현 세이부 돔에서「모모클로 SUMMER DIVE 2012 Tour ~최종전~ 8.5 세이부 돔 대회」를 개최. 라이브 종료 후, 공식 팬클럽 "ANGEL EYES"가 창설했다.
- 2012년 8월 18일·19일,「SUMMER SONIC 2012」에 출연. 18일 오사카 공연 (마이시마 서머 소닉 오사카 특설 회장)의 FLOWER STAGE, 19일 마쿠하리 공연 (QVC 마린필드&마쿠하리메세)의 RAINBOW STAGE에서 라이브 공연을 가졌다.
- 2012년 9월 16일, 소데가우라 해변공원에서 개최된 「키시단 엑스포 2012 『보소 록큰롤 올림픽』」의 첫날에 출연.
- 2012년 9월 26일, 「가자! 괴도 소녀」가 「가자! 괴도 소녀 ~Special Edition~」으로 이전 레코드사였던 UNIVERSAL J에서 재발매되었다.
- 2012년 9월 29일, 나가사키이나 사산 공원에서, NBC 창립 60주년 기념으로 개최된 「클로버 EXPO」에 사립에비스중학, 팀샤치호코와 함께 출연.
- 2012년 10월 5일, 일본 무도관에서 여성 한정 라이브 「모모크로 가을의 2대 축제 ~여자 축제 2012~」를 개최.
- 2012년 11월 5일, 일본 무도관에서 남성 한정 라이브 「모모크로 가을의 2대 축제 ~남자 축제 2012~」를 개최.
- 2012년 11월 23일, 마쿠하리 멧세에서 피아 창업 40주년 기념으로 개최된「피어 40th Anniversary『MUSIC COMPLEX 2012』」에 출연.

### 영화
- 시로메 (2010년 8월 13일 공개, 9월 24일 DVD 발매) - 그룹으로 주연하고, 2010년 6월 26일 2주년 라이브에서 발표되었다.
- 시민폴리스 69 (2011년 3월 19일 공개, 9월 2일 DVD 발매)- 당시 멤버들 모두 나와있지만, 하야미 아카리 메인.
- NINIFUNI (2012년 2월 4일 공개, 12월 21일 DVD 발매)
- 모모도라 momo+dra (2012년 2월 4일 공개, 4월 11일 Blu-ray & DVD 발매) - 다섯가지 이야기의 옴니버스 형식으로 각 멤버가 주연을 하고 있다.
- 막이 오르다 (2015년 2월 28일 공개)

## 수상 경력
| 연도   | 수상 내역 |
| ------ | --- |
| 2012년 | - 제4회 CD 숍 대상 대상 - 제25회 쇼가쿠칸 DIME 트렌드 대상 화제의 인물상                                                        |
| 2013년 | - 스페이스 샤워 뮤직비디오 어워드 특별상 - MTV 비디오 뮤직 어워드 재팬 베스트 안무상 - MTV 유럽 뮤직 어워드 베스트 Japanese Act |